# Книга Варуха
Книга пророка Вару́ха (Бару́ха; принятое сокращение — Вар)  — книга, в православии и католицизме входящая в состав Ветхого Завета, но отсутствующая в еврейской Библии (Танахе) и не входящая в Ветхий Завет в протестантизме. В Русской православной церкви относится к неканоническим книгам, в католицизме — второканоническим, в иудаизме и протестантизме — апокрифическим. В католицизме признана богодухновенной, в православии — небогодухновенной (но полезной и назидательной).
В Вульгате в книгу Варуха входит Послание Иеремии в качестве шестой главы. О книге пророка Варуха упоминается в апостольских постановлениях, где говорится, что иудеи читали её в день очищения, оплакивая опустошение земли Иудейской Навуходоносором.
В славянской и русской Библии переведена с кодексов Септуагинты (Перевода Семидесяти).

## Датировка и авторство
Текст написан от имени Варуха, сына Нирии (Вар. 1:1). Вступление книги определяет время её написания как время царствования Навуходоносора II, то есть период, когда согласно другим книгам Библии жил Варух, ученик Иеремии. Учитывая наличие в книге исторических несоответствий с другими книгами Библии, П. А. Юнгеров считал, что книга была написана в III веке до н. э. В настоящее время считается, что книга написана во II—I веке до н. э.
Современный язык книги — греческий. Епископом Антонином (Грановским) была предпринята попытка реконструкции еврейского текста. Впрочем, не исключается, что в еврейский текст потом были сделаны греческие интерполяции.

## Содержание
Книга написана с целью показать иудеям, что все их бедствия, как то вавилонское пленение и сожжение Иерусалима, посылаются на них за грехи отцов их и их самих, чтобы побудить их к покаянию и утешить обетованием временной и вечной свободы.
В книге пророка содержится пророчество о новой славе духовного Иерусалима, чада которого будут собраны от запада до востока словом Святого (Вар. 5:5).